# Слободка (Октябрьский район)
Слободка (бел. Слабо́дка) — деревня в Октябрьском районе Гомельской области Белоруссии. В составе Протасовского сельсовета.

## География
В 34 км на северо-восток от Октябрьского, 21 км от железнодорожной станции Ратмировичи (на ветке Бобруйск — Рабкор от линии Осиповичи — Жлобин).
На востоке и юге граничит с лесом.
На севере мелиоративные каналы.

## Транспортная сеть
Рядом автодорога Паричи — Октябрьский. Планировка состоит из прямолинейной меридиональной улицы, которая на юге присоединяется к центру чуть искривленной широтной улицы. Застройка двусторонняя, неплотная, деревянная, усадебного типа.

## История
По письменным источникам известна с XVIII века. По королевской привилегии 1775 года во владении М. С. Лапаты. После 2-го раздела Речи Посполитой (1793 год) в составе Российской империи. В XIX веке в составе поместья Катай-Болото. Согласно переписи 1897 года деревня Слободка (она же Катай-Болотная Слободка) в Чернинской волости Бобруйского уезда Минской губернии.
В 1921 году в наёмном доме открыта школа. В 1925 году в Романищевском сельсовете Паричского района Бобруйского округа. В 1929 году организован колхоз. Во время Великой Отечественной войны партизаны разгромили немецкий гарнизон базировавшийся в деревне. В апреле 1942 года каратели сожгли 6 дворов и убили 34 жителя. В 1944 году оккупанты создали концлагерь, где содержались 3000 человек, которые использовались на работах по постройке оборонительных сооружений. 24 жителя погибли на фронте. Уроженец д.Слободка Брокар Степан Трофимович, 1913 г.р. в 1945 году награждён медалью «За боевые заслуги», «За отвагу» и орденом отечественной войны II степени. Внуками Брокара Степана Трофимовича являются не менее известные в г.Речица руководители в обособленных подразделениях РУП ПО «Белоруснефть» Гошко Виктор и Гошко Николай. Согласно переписи 1959 года в составе колхоза имени В. И. Ленина (центр — деревня Рассвет); работали клуб и магазин.

## Население
- 1795 год — 7 дворов, 69 жителей.
- 1897 год — 27 дворов, 203 жителя (согласно переписи).
- 1925 год — 70 дворов.
- 1940 год — 80 дворов, 350 жителей.
- 1959 год — 374 жителя (согласно переписи).
- 2004 год — 47 хозяйств, 82 жителя.

## Достопримечательность
- Братская могила (номер воинского захоронения 3647)[2].
  - Обелиск на месте захоронения партизан отряда имени Кирова 37-й бригады имени Пархоменко и воинов Советской Армии, погибших при освобождении д. Слободка[2].